# Кубок Ліхтенштейну з футболу 1947—1948
Кубок Ліхтенштейну з футболу 1947—1948 — 3-й розіграш кубкового футбольного турніру в Ліхтенштейні. Титул здобув Трізен.

## Фінал
| 19 січня 1948 |

| Вадуц | 2–4 дч | Трізен |
| ----- | ------ | ------ |
|       |        |        |

| Вадуц |